# Port lotniczy Norman’s Cay
Port lotniczy Norman's Cay (IATA: NMC, ICAO: MYEN) – port lotniczy położony na wyspie Norman's Cay, na Bahamach.